# Episodi di Orphan Black (quinta stagione)
La quinta e ultima stagione della serie televisiva Orphan Black è stata trasmessa in prima visione dalla rete televisiva canadese Space e dal network statunitense BBC America dal 10 giugno al 12 agosto 2017.
In Italia la stagione è stata interamente pubblicata su Netflix il 30 agosto 2017.
Tutti i titoli degli episodi sono citazioni tratte dalla poesia "Protest" di Ella Wheeler Wilcox.
| nº | Titolo originale                         | Titolo italiano                     | Prima TV originale | Prima TV Italia |
| -- | ---------------------------------------- | ----------------------------------- | ------------------ | --------------- |
| 1  | The Few Who Dare                         | I pochi che osano                   | 10 giugno 2017     | 30 agosto 2017  |
| 2  | Clutch of Greed                          | Tra le grinfie dell'avidità         | 17 giugno 2017     | 30 agosto 2017  |
| 3  | Beneath Her Heart                        | Sotto il suo cuore                  | 24 giugno 2017     | 30 agosto 2017  |
| 4  | Let the Children & the Childbearers Toil | Prima le donne e i bambini          | 1º luglio 2017     | 30 agosto 2017  |
| 5  | Ease for Idle Millionaires               | Comodità per milionari indolenti    | 8 luglio 2017      | 30 agosto 2017  |
| 6  | Manacled Slim Wrists                     | Polsi fini in manette               | 15 luglio 2017     | 30 agosto 2017  |
| 7  | Gag or Throttle                          | Imbavagliare o strangolare          | 22 luglio 2017     | 30 agosto 2017  |
| 8  | Guillotines Decide                       | La ghigliottina decide              | 29 luglio 2017     | 30 agosto 2017  |
| 9  | One Fettered Slave                       | In catene                           | 5 agosto 2017      | 30 agosto 2017  |
| 10 | To Right the Wrongs of Many              | Rimediare alle ingiustizie di molti | 12 agosto 2017     | 30 agosto 2017  |

## I pochi che osano
- Titolo originale: The Few Who Dare
- Diretto da: John Fawcett
- Scritto da: Graeme Manson

### Trama
Sarah contatta Felix, aggiornandolo del cattivo esito della missione di salvataggio. Ira le parla allora del villaggio e Sarah decide di provare a cercare lì Cosima.
Felix va a cercare la signora S. e Kira, ma non riesce a trovarle e chiede l'aiuto di Art, tenuto sotto controllo da una nuova partner della buon costume che è in realtà una neoluzionista e vuole unicamente scoprire la posizione degli Hendrix.
Art è costretto a rivelarla, così Alison viene rapita, mentre Donnie ed Helena riescono a fuggire, anche se quest'ultima rimane ferita alla pancia e deve essere portata in ospedale.
Al risveglio, Cosima viene raggiunta da una giovane, Mud, che la accompagna a fare il tour del villaggio; scopre così che P.T. Westmorland è ancora vivo, dopo 170 anni, e che lì tutti si considerano i suoi figli e lo rispettano profondamente.
Delphine è il medico del villaggio e mentre si occupa di una bambina malata terminale, che dice di aver bisogno di una 'fonte' per guarire, prepara e nasconde la cura di Cosima, in modo che lei possa finalmente usarla.
Sarah viene aggredita da una strana creatura che nel villaggio chiamano 'l'orso' e viene inseguita da un gruppo di uomini per ordine di P.T.
Rachel, nel frattempo, dopo aver avuto l'incontro col vecchio, comunica al villaggio che prenderà il posto di sua madre al suo fianco.
Delphine, costretta dal vecchio a partire per la Sardegna, spiega a Cosima che l'isola è il cuore della neoluzione e, dopo averle dato gli strumenti per accedere alla clinica e alla cura, le affida la sua paziente.
Durante la notte Cosima riesce a sfuggire al controllo di Mud e si intrufola nella clinica, dove, molto sbalordita, incontra Sarah. Dopo averla medicata per bene, le chiede di tornare a casa perché lei invece dovrà rimanere al villaggio per mettere finalmente un punto a tutta quella storia.
Mentre Sarah raggiunge la rimessa, Rachel trova Cosima e le inietta la cura, dicendole che Westmorland vuole includere anche lei nei suoi progetti.
Sarah viene trovata dagli uomini del villaggio e successivamente raggiunta, con suo grande sgomento, da Rachel.

## Tra le grinfie dell'avidità
- Titolo originale: Clutch of Greed
- Diretto da: John Fawcett
- Scritto da: Jeremy Boxen

### Trama
Sarah si risveglia rinchiusa al Dyad e scopre che Rachel ha stretto un accordo con la signora S.: tutti quanti saranno liberi di condurre la propria vita in pace se Sarah accetterà di far visitare Kira costantemente per studiare il suo particolare genoma.
Sarah si trova a dover accettare, seppur con riluttanza.
Cosima conosce Aisha, la bambina di cui Delphine le ha chiesto di prendersi cura e viene convocata da Westmorland che vuole incontrarla. Dopo aver avuto una conversazione sulla piega che potrebbe prendere il suo futuro, a Cosima viene dato il permesso di usufruire della clinica.
Rachel decide di andare a prendere Kira all'uscita da scuola per la loro prima seduta, ma litiga con Ferdinand poiché a lui manca il suo vecchio modo di fare, mentre lei è intenzionata a cambiare atteggiamento.
M.K. confessa a Sarah di essere gravemente ammalata e le spiega che potrebbe fare fuggire lei e Kira prima della visita. Sarah decide allora di impersonare Rachel e, con l'aiuto di Felix e Siobhan, organizza la fuga, ma alla fine è Kira a rifiutarsi categoricamente di partire perché anche lei vuole studiare il proprio genoma.
Donnie ed Helena, in ospedale, scoprono che i bimbi della donna sono proprio come Kira, speciali, e riescono a rimarginare le ferite velocemente.
Helena, preoccupata che i dottori siano neoluzionisti, decide di scappare e svela a Donnie quale sarà il suo nascondiglio, raccomandandogli di dirlo solo a Sarah.
Ferdinand nel frattempo segue Sarah e giunge a casa di Felix, dove si nasconde M.K.
Quest'ultima è troppo stanca per continuare a scappare, e forse anche a vivere, quindi si spaccia per Sarah, incontrando Ferdinand.
Quando lui la riconosce, sfoga su di lei sia la rabbia per il loro ultimo incontro, sia quella dovuta al 'tradimento' di Rachel, e la uccide brutalmente.
Kira riesce a percepirlo e avverte gli altri, mentre una Sarah al limite di sopportazione si addossa nuovamente la colpa.
La sera, Siobhan riceve una visita: è Delphine, che le dice di doversi accordare con lei senza che però Sarah lo sappia.

## Sotto il suo cuore
- Titolo originale: Beneath Her Heart
- Diretto da: David Wellington
- Scritto da: Alex Levine

### Trama
I neo cercano di convincere Donnie a rivelare la posizione di Helena, ma al suo ennesimo rifiuto, Rachel manda Art e la sua partner a casa Hendrix per cercare tracce dell'omicidio di Pouchy, facendo piazzare finte prove.
In tutto questo la collega di Art scopre che in garage sono probabilmente seppelliti dei cadaveri e inizia a scavare per trovarli.
Nel frattempo Donnie ed Alison vanno alla festa autunnale del quartiere, ma Alison si sente inutile e riflette molto sul fatto di essere l'unica sorella considerata 'non interessante', ripensando a una sera in cui lei, il marito, Aynsley e Chad si erano drogati, sera in cui aveva conosciuto Cosima e aveva accettato di essere un clone, e non 'unica'.
Donnie beve del the drogato e quando è il suo turno di esibirsi alla festa si schianta al suolo, facendosi criticare aspramente. Allora Alison decide di averne abbastanza e rimette tutte le vicine al loro posto.
Quando Alison si rende conto che Rachel potrebbe infuriarsi scoprendo il cadavere di Leekie, decide di portarle direttamente la sua testa decapitata, dicendole che può chiuderli tutti in prigione ma non tradiranno mai Helena. Allora Rachel, colpita dalla sua audacia, fa ritirare la polizia.
Nel frattempo Kira continua le sue sedute con Rachel, con cui sembra andare molto d'accordo, ma tornata a casa si scopre che ha intenzione di fare qualcosa con un coltello.
Alison decide di prendersi del tempo per sé, salutando i bambini e partendo, per poter tornare a essere forte per la sua famiglia.
Alla fine si scopre che Helena si è rifugiata in convento.

## Prima le donne e i bambini
- Titolo originale: Let the Children & the Childbearers Toil
- Diretto da: David Wellington
- Scritto da: Greg Nelson

### Trama
Cosima viene a sapere da Charlotte che una creatura, che tutti credono essere un orso, si aggira nel bosco e le consegna uno dei suoi denti, trovato lì per caso.
Cosima capisce subito che si tratta di un dente umano, quindi chiede spiegazioni a Mud che però si rifiuta di dirle la verità.
Sarah scopre che Kira si è autolesionata per controllare la velocità del suo 'potere' curativo e rimane sconvolta dall'avvenimento, tanto che Siobhan decide di coinvolgerla nella missione segreta organizzata con Delphine. Le due si infiltrano infatti in una clinica psichiatrica e incontrano Virginia Coady, rinchiusa lì da Susan Duncan.
Le due scoprono allora che Susan e Virginia lavoravano insieme per P.T., ma a causa della diversa visione scientifica erano state separate: la prima aveva puntato sulle Leda, l'altra sui Castor.
Inoltre scoprono che a determinare la rottura tra le due era stato un particolare evento, ovvero la sperimentazione di P.T. e Virginia su un bambino stupendo, trasformato in un vero e proprio mostro.
Cosima si infiltra a casa di P.T. seguendo Mud e inizia a capire la verità sull'essere.
Nel frattempo si scoprono alcuni pezzi del puzzle creato da Delphine: avendo scoperto l'esistenza di alcuni centri neo in Svizzera, Siobhan racconta ad Adele tutta la verità cosicché lei e Felix possano recarsi in Europa per indagare.
Inoltre Scott viene incaricato di fare delle ricerche su P.T. Westmorland e di ricavare una linea temporale della sua vita.
Il vecchio decide di offrire a Susan un posto al suo fianco perché ha bisogno delle sue abilità, anche se Rachel continuerà a ricoprire i vertici del Dyad, e per convincerla le permette di trascorrere del tempo con il suo adorato Ira.
Sarah decide di andare a trovare Helena nel convento indicatole da Donnie e scopre che la sorella è in buone mani. Riesce inoltre ad aprirsi con lei sui suoi sentimenti e sul modo in cui si sono evoluti nel tempo, soprattutto quelli per Kira che adesso sono talmente grandi da averla salvata sull'isola.

## Comodità per milionari indolenti
- Titolo originale: Ease for Idle Millionaires
- Diretto da: Helen Shaver
- Scritto da: Jenn Engels

### Trama
La creatura nel bosco diventa sempre più pericolosa tanto da spingere gli abitanti del villaggio a darle la caccia. Cosima, nel frattempo, ne studia il genoma, ricordando il momento in cui ha scoperto con Delphine di essere una proprietà del Dyad.
Quella notte le due si erano fatte una promessa: Delphine avrebbe fatto qualsiasi cosa per aiutare Cosima e lei avrebbe lottato per mantenere la propria integrità e il proprio carattere, ovvero ciò che non avrebbe mai potuto appartenere a nessuno che non fosse lei stessa.
Sarah e Kira trascorrono del tempo insieme e finalmente Sarah decide di renderla partecipe: le due studiano un linguaggio segreto per permettere a Kira di fare il doppio gioco e assegnano dei nomi alle sorelle, come ad esempio Elephant a Rachel, Shark a Helena e Home alla signora S.
Quest'ultima continua a lavorare alla sua missione segreta con Delphine e condivide la sua perplessità sul fatto che l'uomo a capo dell'isola sia davvero il P.T. Westmorland vissuto nel 1800.
Delphine torna dalla Sardegna dopo aver svolto un lavoro impeccabile, con l'unica intenzione di convincere P.T. a mandarla a Ginevra dove, in segreto, incontrerà Felix e Adele.
P.T. vuole però sapere cosa ha scoperto Cosima durante la sua permanenza sull'isola, così Delphine è costretta a indagare e a confessargli che la ragazza si è intrufolata nel suo seminterrato, scoprendo informazioni sull'essere.
Cosima scopre inoltre che la piccola Aisha sembra misteriosamente guarita dal suo tumore, ma in realtà P.T. ha solo manipolato il gene malato e non curato.
Vista la grande intelligenza e perspicacia della ragazza, P.T. decide di farla partecipare a una cena con lui, Susan, Rachel e Delphine: Cosima si comporta in modo molto provocatorio, indossando un abito maschile, che urterebbe molto gli ideali antiquati del vecchio e facendo commenti schietti sull'immoralità degli esperimenti condotti da P.T. e Susan.
Westmorland decide allora di spezzare il legame tra Cosima e Delphine, rivelando che quest'ultima gli ha detto quello che Cosima aveva scoperto.
Le due discutono ma alla fine Cosima capisce che, come ha sempre fatto, Delphine sta provando di tutto per salvare lei e le sue sorelle e decide allora di tenerle il gioco.
Susan rivela finalmente a Cosima la verità: l'obiettivo di Rachel è quello di prelevare degli ovuli da Kira per ingravidare 1300 surrogate con i suoi figli per scoprire se il gene della rapida guarigione verrebbe trasmesso alla prossima generazione.
Cosima, ormai sul punto di rottura, va a cercare P.T. ma lo trova nel seminterrato in compagnia di Yanis, ovvero la creatura su cui il vecchio ha sperimentato tanto solo per sfruttare l'incredibile gene di cui era provvisto: quello che allunga la vita.
P.T. costringe Cosima a sparare all'essere, ma lei, tenendo fede alla promessa fatta a Delphine, si rifiuta di perdere la sua integrità; è allora P.T. stesso a sparare, rinchiudendo poi Cosima in gabbia.
Delphine parte per Ginevra ma prima si ferma a casa di Siobhan a cui rivela le vere intenzioni di Rachel.

## Polsi fini in manette
- Titolo originale: Manacled Slim Wrists
- Diretto da: Grant Harvey
- Scritto da: David Bezmozgis

### Trama
Grazie alle informazioni di Delphine, S. e Sarah fingono che Kira abbia l'influenza per evitare di portarla al Dyad.
P.T. decide di riunire finalmente Susan e Virginia Coady in modo che possano completare il progetto della clonazione, nonostante le due si odino profondamente.
Susan scopre che P.T. si sottopone alla parabiosi e decide allora di ucciderlo, riempiendo le sacche di plasma con la morfina grazie all'aiuto di Mud.
Nel frattempo Ira libera Cosima e le consegna una fotografia di P.T. e Susan da giovani, dimostrando che egli è solo un imbroglione e non ha 170 anni, ma ha costruito l'isola solo per approfittarsi del sangue dei bambini degli abitanti.
Cosima svela la verità alla popolazione, dopodiché insieme a Charlotte parte sulla barca per abbandonare l'isola mentre il villaggio viene dato alle fiamme.
Nel frattempo grazie a Krystal e ai dati di Delphine, S., Sarah e Art scoprono che il Dyad sta veramente investendo sui cosmetici per avere ulteriori fondi da utilizzare nella ricerca scientifica.
Krystal tende una trappola a un uomo con cui aveva una tresca perché lui ha fatto l'accordo col Dyad per i cosmetici e lei vuole saperne di più. In tutto questo Art e Sarah assistono alla scena grazie alla telecamera e all'auricolare preparati da Krystal.
Quando l'uomo capisce che Krystal sa molto più di quanto dovrebbe la insulta e lei si difende picchiandolo e usando su di lui uno dei suoi stessi prodotti sperimentali che fanno perdere ogni traccia di pelo nel punto applicato.
Virginia scopre il tentato omicidio di Susan e salva in tempo P.T., che decide di vendicarsi uccidendo Susan proprio come lei aveva programmato di fare con lui. Ira, che ha iniziato ad avere il difetto, crolla sanguinante ai piedi della sua amata quando la trova morta nella sua stanza.
P.T. stanco della sua farsa, contatta Rachel e le ordina di completare la terapia ormonale con Kira. Rachel si presenta a casa di Siobhan in piena notte, ma Kira decide di andare comunque perché ormai, avendo il codice con Sarah, potrà comunicarle in tempo cosa il Dyad ha davvero in mente.

## Imbavagliare o strangolare
- Titolo originale: Gag or Throttle
- Diretto da: David Frazee
- Scritto da: Renée St. Cyr

### Trama
Dei flashback rivelano il passato di Rachel: cresciuta da Aldous Leekie al Dyad, da sempre consapevole di essere un clone, fin da piccola conosceva alla perfezione i dettagli della sua condizione e di quella delle sue sorelle.
Un dettaglio importante è il codice con cui venivano differenziate, codice che nel presente P.T. promette a Rachel che non verrà più utilizzato per identificarla perché adesso è libera.
Cosima e Charlotte giungono al rifugio dove incontrano Scott, mentre il Dyad continua a cercarle.
Cosima riesce a spiegare nei dettagli a Sarah cosa succederà a Kira: la stanno sottoponendo alla terapia ormonale per poterle prelevare gli ovuli.
Nel frattempo sull'isola arriva Mark, richiamato da Virginia perché le dia il suo sperma, per fecondare gli ovuli di Kira e impiantarli nelle surrogate in modo che i cloni abbiano il genoma originale.
Gracie, accordatasi con Mark, raggiunge Helena al convento, con l'intenzione di farla rapire dai neo.
Alison torna a casa e spiazza Donnie con tutti i suoi cambiamenti: ha tinto i capelli di viola, ha fatto un tatuaggio e ha deciso che d'ora in poi non dirà più a Donnie come comportarsi, lasciandolo libero di scegliere.
Rachel, giunta sull'isola, visita la tomba di Susan, sicura però di aver trovato un vero padre in P.T., ma in realtà rimane sconvolta quando Virginia vuole visitarla, rivelando che Rachel è ancora associata al codice e non sarà mai davvero libera.
Rachel scopre inoltre la verità sul suo occhio: P.T. possiede un dispositivo con cui può vedervi attraverso, sapendo in tempo reale tutto quello che fa Rachel.
La donna ne rimane talmente sconvolta che, tornata al Dyad per operare Kira, si ubriaca e inganna tutta la sicurezza facendo fuggire la bambina e affidandola a Sarah e a una grata Siobhan.
Dopodiché Rachel, ormai folle di rabbia, si acceca, sfilandosi brutalmente l'occhio.

## La ghigliottina decide
- Titolo originale: Guillotines Decide
- Diretto da: Aaron Morton
- Scritto da: Aisha Porter-Christie e Graeme Manson

### Trama
Felix e Adele tornano a casa, felici di aver ottenuto delle informazioni preziose sulle filiali del Dyad sparse in Europa: con tali dati il consiglio del Dyad potrà essere denunciato a tutti i governi, ignari della sperimentazione umana illegale.
Delphine e Cosima si ritrovano e sembrano andare molto d'accordo con una sorta di politica 'don't ask don't tell': Delphine può infatti tranquillamente incontrare in segreto Siobhan e le due si dirigono in una camera d'albergo dove trovano Rachel, che ha subito un intervento, e Ferdinand, l'uomo che per l'ennesima volta l'ha salvata essendone innamorato.
Siobhan stringe un patto con Rachel: se lei riuscirà a trovare le prove incriminanti della corruzione del Dyad, Siobhan le consegnerà i dati che Delphine, Felix e Adele hanno raccolto, per incastrare il consiglio.
Rachel, finalmente passata dalla loro parte, inganna Ferdinand, facendolo andare al consiglio senza alcun dato da presentare. Ferdinand riesce però a sopravvivere e prova a uccidere Rachel, ferito, ma alla fine va via a cercare Siobhan.
Nel frattempo Cosima e Delphine pubblicano i dati incriminanti, confermati dalle prove fornite da Rachel, e Cosima scoppia in un pianto liberatorio.
Felix, per festeggiare, organizza una mostra dove espone i suoi splendidi quadri che raffigurano tutte le sorelle e decide, con l'aiuto di Alison, di improvvisare una performance per sorprendere un suo ospite, un noto gallerista svizzero: in momenti diversi presenta Alison, Cosima e Sarah come le tre dee Estia, Meti e Atena e poi ringrazia le donne della sua vita, incluse Adele e Siobhan, profondamente orgogliosa di suo figlio.
Rachel, preoccupata per Siobhan, la avverte che Ferdinand è salvo e la starà cercando, così la donna torna a casa dove viene ferita da Ferdinand al ventricolo sinistro.
Mentre l'uomo continua a blaterare, Siobhan si siede sulla sua poltrona e si impossessa della pistola lì nascosta e spara di rimando a Ferdinand, colpendolo alla gola, godendosi la sua morte prima di cedere finalmente libera e serena alla propria, sicura di aver fatto tutto quello che poteva per i suoi 'pulcini'.
Sarah, alla festa di Felix, sente in cuor suo che qualcosa è capitato a Siobhan e avverte gli altri.
Gracie contatta Mark, ma mente dicendo di non aver rintracciato Helena. Nonostante questo i neo rintracciano la chiamata e uccidono Gracie per aver mentito, rapendo anche Helena.

## In catene
- Titolo originale: One Fettered Slave
- Diretto da: David Frazee
- Scritto da: Alex Levine

### Trama
Tutti, tranne Cosima e Alison, si riuniscono per celebrare il funerale di Siobhan. Felix legge una lettera della donna, che raccomanda loro di non intristirsi troppo per la sua morte, perché essa è solo una tappa della vita.
Helena, portata in un luogo segreto, viene monitorata in attesa che sia pronta per far nascere i bambini. La donna ripensa al suo passato, a quando nel convento le hanno schiarito i capelli con la candeggina, a quando Tomas l'ha presa con sé e a quando era ancora una killer, perennemente divisa tra la falsa consapevolezza di essere l'originale e la paura di essere un abominio agli occhi di Dio.
Nel frattempo suor Irina cerca Sarah per avvertirla del rapimento di Helena.
Sarah decide allora di accordarsi con Rachel, pur ritenendola responsabile per la morte della madre: il contabile del Dyad, prelevato da Art e Felix, ricercato perché potrebbe distruggere la reputazione del movimento, contratterà per la sua vita, offrendo in cambio Rachel.
La collega di Art viene mandata a recuperare Rachel, ma in realtà si tratta di Sarah travestita. Grazie a questo stratagemma scoprono che Helena è tenuta nascosta nell'ala chiusa del Dyad. 
P.T. inizia a essere troppo provato dalla vecchiaia, così si riempie di metanfetamina in attesa di utilizzare le cellule del cordone ombelicale di Helena per rinvigorirsi.
Virginia è invece obbligata a uccidere Mark, nonostante egli sia l'ultimo Castor rimasto: Mark muore in pace, con una iniezione, convinto che presto lui e Grace saranno di nuovo insieme.
P.T. nel frattempo scopre che ha davanti Sarah perché la donna lo chiama 'padre', cosa che Rachel non aveva mai fatto. Sarah prova a ucciderlo ma viene fermata da Coady che, pur occupandosi di Helena, non si è accorta che la donna si è tagliata le vene pur di non farle prendere i suoi bambini. Sarah viene portata a farle una trasfusione, ma nuovamente Helena riesce a liberarsi di Coady mettendola K.O.
Art riesce a penetrare nell'edificio e a colpire la partner alle spalle, rubandole la ricetrasmittente per seguire gli spostamenti degli altri. Mentre Sarah ed Helena fanno per fuggire, a quest'ultima si rompono le acque.

## Rimediare alle ingiustizie di molti
- Titolo originale: To Right the Wrongs of Many
- Diretto da: John Fawcett
- Scritto da: Renée St. Cyr e Graeme Manson

### Trama
Sarah ed Helena si nascondono nel seminterrato, ma Sarah deve abbandonarla per cercare gli strumenti necessari a farla partorire.
Incontra allora Art e i due si dividono. Art raggiunge Helena ma viene minacciato da Virginia, che nel frattempo aveva raggiunto la donna: sarà lui a farla partorire perché lei non intende mettere nuovamente a rischio la propria vita.
Sarah si incontra invece con P.T. e gli spara, ma viene attaccata alle spalle dal vecchio che cerca di soffocarla.
Mentre Helena e Art ingannano Virginia, facendola avvicinare in modo che Helena possa pugnalarla, Sarah riesce a scalciare via P.T. uccidendolo con una bombola, dopo avergli ricordato che lui potrà averle create, ma loro sono indipendenti e di certo non hanno bisogno di lui.
Sarah raggiunge Art ed Helena e i due l'aiutano a partorire i due gemelli, due maschi, mentre Sarah ripensa a quando ha deciso di tenere Kira e al modo in cui Siobhan le è stata vicina sia nel momento della decisione sia durante il parto.
Passa un po' di tempo e si scopre che tutti, finalmente liberi, sono tornati alle proprie occupazioni: Helena vive con gli Hendrix che l'aiutano con i bambini, a cui non ha ancora dato dei veri nomi; Sarah vuole sostenere l'esame per diplomarsi e trovare lavoro, ma non riesce a superare il lutto di Siobhan, volendo vendere la casa in cui è cresciuta, ma in cui ha anche trovato il suo cadavere; Delphine, Cosima e Scott hanno somministrando il vaccino a Krystal e Tony, ma hanno molte difficoltà a trovare i nomi degli altri cloni sparsi nel mondo.
Tutti si riuniscono a casa Hendrix per celebrare la nascita dei bambini, ma Alison e Sarah hanno una discussione perché la prima vorrebbe che Sarah rimanesse in città, permettendo a Kira di avere una vita normale, ma Sarah non si sente ancora pronta.
Felix nel frattempo si incontra in segreto con Rachel, la quale gli rivela che sta pagando per quello che ha fatto perché ora è sola e non ha neppure un nome.
Delphine si sente profondamente in colpa per quello che è accaduto a Siobhan, ma Sarah le dice che va tutto bene e che nessuno poteva fermarla.
Alla fine le sorelle si ritrovano in giardino e Sarah riesce ad accettare la morte della madre grazie al sostegno delle altre che le ricordano che anche loro commettono costantemente degli errori e che non è sola.
Helena decide di leggere le sue memorie, comunicando che ha finito il libro e lo ha intitolato 'Orphan Black'.
Felix, per estrema gioia di Cosima, rivela che nell'incontro con Rachel ha ottenuto da lei un ultimo dono per redimersi: la lista completa dei cloni esistenti al mondo e le informazioni per trovarli.
Alla fine tutti riescono a trovare la propria strada: Alison e Donnie vivono finalmente felici, Helena dà ai suoi figli due nomi da veri uomini, Arthur e Donnie, Delphine e Cosima girano il mondo per somministrare il vaccino a tutti i cloni, potendo stare finalmente insieme e Sarah decide di tenere la casa, perché in fondo questo è ciò che Siobhan ha sempre rappresentato: casa.